# 上叙斯巴赫
上叙斯巴赫是德国巴伐利亚州的一个市镇。总面积23.60平方公里，总人口1733人，其中男性880人，女性853人（2011年12月31日），人口密度73人/平方公里。